# Lei do Açúcar
A Lei do Açúcar foi sancionada em 5 de abril de 1764 pelo Parlamento inglês. Essa lei substituiu a Lei do Melaço, reduzindo pela metade os impostos cobrados sobre o melaço, mas estabelecendo novos impostos adicionais sobre o açúcar, e tinha como objetivo por um fim no contrabando e de proteger os agricultores ingleses radicados nas Antilhas e para o governo ganhar mais dinheiro sobre o açúcar, que era indispensável nesta época. Taxava o açúcar que entrava nos Estados Unidos da América e que não fosse comprado das Antilhas inglesas. Sendo matéria-prima do rum, e este por sua vez, juntamente com o tabaco eram utilizados pelos colonos para comprar escravos na África, a lei desagradou muito os habitantes da então colônia inglesa.
O objetivo da lei do açúcar era incentivar os colonos a consumir somente o açúcar diretamente dos ingleses. Aumentava os impostos que os colonos deviam pagar sobre o melaço, o vinho, o café, a seda, roupas brancas, artigos de luxo e o linho em seus portos.